# 爱德华·福布斯
爱德华·福布斯（英語：Edward Forbes，1815年2月12日—1854年11月18日）是一位英国曼島的博物学家，被誉为“现代海洋生物学之父”，1845年当选英国皇家学会会士，1853–1854年间任伦敦地质学会会长。